# Бригади Окремих підрозділів міліції Сербської Країни

Прапор Сербської Країни

Бригади Окремих підрозділів міліції Сербської Країни ( серб. Бригаде Посебних јединица милиције Српске Крајине) — воєнізовані формування, що складалися з восьми бригад, завданням яких був контроль лінії фронту і тилу після демобілізації частин Територіальної оборони. Існували в Сербській Країні навесні-восени 1992 року. Після військової реформи в Країні були розпущені, а їх особовий склад перейшов в армійські частини.

## Історія
2 січня 1992 року Хорватія і Югославська Народна Армія підписали Сараєвське перемир'я. Подальше врегулювання конфлікту мало відбуватися на основі плану спеціального представника Генерального секретаря ООН Сайруса Венса з миротворчої місії в Югославії. Одним із пунктів плану Венса була демобілізація Територіальної оборони Сербської Країни і вивід із її території югославських частин.
28 квітня 1992 року начальник Генерального штабу СФРЮ генерал Добра Аджич видав наказ про реформування Територіальної оборони РСК, демобілізацію її підрозділів і створення восьми бригад Окремих підрозділів міліції (ОПМ). Завданням нових з'єднань була охорона лінії фронту і прикордонний контроль. Фактично, югославське командування обходило положення «плану Венса», який забороняв наявність армійських частин у РСК, але дозволяв існування міліцейських формувань із легкою стрілецькою зброєю. За задумом югославського Генштабу, бригади ОПМ повинні були прикрити РСК в разі атаки з боку хорватської армії .
Формування бригад ОПМ почалося безпосередньо після отримання наказу генерала Аджича. Згідно з планом, його мали завершити до 30 червня 1992 року. Незважаючи на наказ Аджича підпорядкувати бригади ОПМ Міністерству оборони РСК, контроль над ними було передано МВС.
Для командування бригадами в МВС Сербської Країни було створено Управління ОПМ. Його очолив генерал-майор Борисав Джукич, який, відповідно, був командувачем ОПМ.
Бригади приступили до виконання завдань у липні 1992 року. Згідно з організаційно-штатною структурою, чисельність кожного з'єднання повинна була становити 3000 чоловік, але в дійсності вона могла бути більша або менша. В ряді випадків через брак особового складу в підрозділи залучали бійців демобілізованих частин або службовців МВС. Склад бригад був різним. У кожному з'єднанні були штаб, спеціальний батальйон, кілька охоронних і прикордонних батальйонів, різні роти і взводи. Безпосередньо охорона кордону була покладена на прикордонні батальйони. У кожному було декілька прикордонних рот, які, в свою чергу, ділилися на відділення міліції. Зона контролю кожної бригади була поділена на прикордонні сектори.
Особовий склад бригад ОПМ проходив підготовку в трьох навчальних центрах: в Книні, Слуні та Ердуті.
Бригади ОПМ мали такі нумерацію і дислокацію: 75-та в Книні, 79-та в Корениці, 80-та у Войничі, 83-та в Петрині, 85-та в Окучанах, 87-та в Вуковарі, 90-та в Білому Манастирі, 92-та в Бенковаці.
У Північній Далмації і Східній Славонії було по дві бригади, в той час як у Ліці, Кордуні, Банії і Західній Славонії — по одній. Деякі з них, крім стрілецької зброї, мали також бронетранспортери М-60, БРДМ-2, БОВ. Участь даних з'єднань у бойових діях обмежилася перестрілками і обстрілами на лінії зіткнення. Крім того, частина особового складу бригад ОПМ була задіяна в операції «Коридор 92» в Боснії і Герцеговині, де підтримувала наступ Війська Республіки Сербської. Зокрема, зі складу 85-ї бригади ОПМ і спеціального підрозділу з міста Окучани в червні-липні 1992 року в операції взяли участь 168 бійців. А зі складу 79-ї бригади ОПМ в боях у Посавині брали участь 76 осіб.
Бригади ОПМ були розформовані в ході військової реформи в РСК 1992 року, їх особовий склад перейшов у нові з'єднання.

## Список бригад
| Найменування  | Командувач                                  | Місце дислокації штабу | Область                                 | Пр.               |
| ------------- | ------------------------------------------- | ---------------------- | --------------------------------------- | ----------------- |
| 75-та бригада | Милорад Радич (серб. Милорад Радић)         | Книн                   | Північна Далмація                       | [ 5 ] [ 4 ]       |
| 79-та бригада | Мілош Цветичанин (серб. Милош Цвјетићанин)  | Корениця               | Ліка                                    | [ 5 ] [ 4 ]       |
| 80-та бригада | Мілі Новакович (серб. Миле Новаковић)       | Войнич                 | Кордун                                  | [ 5 ] [ 4 ] [ 9 ] |
| 83-тя бригада | Станко Летич (серб. Станко Летић)           | Петриня                | Банія                                   | [ 5 ] [ 4 ]       |
| 85-та бригада | Миланко Бабич (серб. Миланко Бабић)         | Окучани                | Західна Славонія                        | [ 5 ] [ 4 ]       |
| 87-ма бригада | Божидар Кошутич (серб. Божидар Кошутић)     | Вуковар                | Східна Славонія, Бараня і Західний Срем | [ 5 ] [ 4 ]       |
| 90-та бригада | Райко Новакович (серб. Рајко Новаковић)     | Білий Манастир         | Східна Славонія, Бараня і Західний Срем | [ 5 ] [ 4 ]       |
| 92-га бригада | Момчило Богунович (серб. Момчило Богуновић) | Бенковаць              | Північна Далмація                       | [ 5 ] [ 4 ]       |